# حب حر
استخدم مصطلح الحب الحر أو الحب الطليق منذ القرن التاسع عشر للتعريف بحركة اجتماعية ترفض الزواج، والتي كانت تنظر إلى الزواج بوصفهِ شكلاً من أشكال العبودية الاجتماعية، وخصوصاً بالنسبة للمرأة. الهدف الأساسي لحركة الحب الحر هو فصل الدولة عن الشؤون الجنسية كالزواج، وتحديد النسل، والجنس خارج إطار الزواج، حيث رأت بأن هذه القضايا هي شأن خاص بالأفراد فقط. إن تقليد الحب الحر كان جزء من اللاسلطوية، وعكست فلسفة التحرر المدني التي تهدف للحرية من تنظيم الدولة والتدخلات الدينية في العلاقات الشخصية. ووفقا لهذا المفهوم، الاتحادات الحرة للبالغين هي علاقات شرعية يجب أن تحترم قبل كل الأحزاب الثالثة سواء كانت علاقات عاطفية أو جنسية. بالإضافة لهذا، بعض الكتابات المتعلقة بالحب الحر أيدت أن كلا من الرجل والمرأة لهما الحق في الرغبة الجنسية، لاحقا شكل جديد كان قد ظهر، يربط الحب الحر بالتغيير الاجتماعي الراديكالي، ويصورها كبشير للاسلطوية جديدة، وإحساس سلمي ضد القمعية.

## التاريخ
العديد من الناس في القرن التاسع عشر ظنوا بأن الزواج هو شيء مهم في الحياة لاستكمال السعادة البشرية. الطبقات الوسطى أرادت أن يكون المنزل مكانا للاستقرار في عالم غامض. هذه العقلية أنتجت رؤية قوية حول أدوار الجنسين، الذي قاد إلى تطوير حركة الحب الحر.
فبينما يترجم البعض عبارة الحب الحر للجنس المشاع في الرؤية الشعبية، خصوصا في عام 1960 وعام 1970، تاريخيا حركة الحب الحر لم تؤيد تعدد الشركاء في العلاقات الجنسية. ولكنها أيدت بأن تكون علاقات الحب حرة بدون أي قانون يحددها.
عبارة الجنس الراديكالي استخدمت كذلك مع الحب الحر، حيث أن ترجمة الحب الحر إلى الجنس المشاع أنتج مفهوما سلبيا، وبالرغم من اختلاف المصطلحات إلا أن الأهداف واحدة، ويتشاركون بمعتقدين قويين للغاية: المعارضة لفكرة النشاط الجنسي القوي في العلاقات والدفاع عن حق المرأة في استخدام جسدها في الطريقة التي تريد.
القوانين التي تهم حركات الحب الحر تضمنت رفض القوانين التي تمنع غير المتزوجين من السكن معا، وهؤلاء الذين ينظمون الزنا والطلاق، وكذلك العمر، والتحكم بالنسل، والمثلية الجنسية، والإجهاض وبعض الأحيان تجارة الهوى. حركات الحب الحر منذ القرن التاسع عشر دافعت عن الحق في المناقشة الجنسية العلانية ومحاربة قوانين الفحش.
يرى فرانس باري أن المرأة هي ضحية حيث لا تستطيع فعل شيء إلا أن تكون مضطهدة من قبل زوجها، حيث يعذبها في بيتها، ما يجعلها ضحية للاضطهاد البيتي.
في القرن العشرين، بعض أنصار الحب الحر توسعوا في نقدهم للزواج حيث قالوا أن الزواج هو مؤسسة اجتماعية تشجع الملكية العاطفية والعبودية النفسية.

## إقراء أيضًا
- قائمة:مرادفات الحب